# Mechelta
Mechelta (russisch Мехельта, awarisch МелъелтӀа) ist ein Dorf (selo) in der Republik Dagestan in Russland mit 3314 Einwohnern (Stand 14. Oktober 2010).

## Geographie
Der Ort liegt gut 80 km Luftlinie westsüdwestlich der Republikhauptstadt Machatschkala im östlichen Teil des Großen Kaukasus, knapp 10 km von der Grenze zur Republik Tschetschenien entfernt. Er befindet sich unweit des Flüsschens Tljarata, gut 10 km von dessen Mündung von links in den Andijskoje Koisu.
Das fast ausschließlich von Awaren bewohnte Mechelta ist Verwaltungszentrum des Rajons Gumbetowski sowie Sitz der Landgemeinde (selskoje posselenije) Mecheltinski selsowet, zu der außerdem die Dörfer Narysch und Stary Siwuch (5 km westnordwestlich) gehören. Narysch liegt gut 80 km nördlich auf dem Territorium des Babajurtowski rajon, südwestlich von Babajurt, und ist von aus Mechelta stammenden Awaren inmitten des ansonsten überwiegend von Kumyken besiedelten Rajons bewohnt. In dem Gebiet befinden sich die traditionellen Winterweiden (kutan) der Mecheltiner.

## Geschichte
Das alte Dorf kam nach dem Anschluss des Gebietes an das Russische Reich und der Bildung der Oblast Dagestan 1861 zu deren Andischem Okrug (Andijski okrug mit Sitz in Botlich) und wurde Sitz eines der sieben (später acht) Verwaltungsabschnitte (Gumbetowski utschastok). Im Rahmen der administrativen Umgestaltung der 1921 gegründeten Dagestanischen ASSR wurde der Abschnitt am 22. November 1928 zunächst in einen gleichnamigen Unterkanton des ebenfalls neu entstandenen Kantons Botlich und am 25. Dezember 1930 schließlich in einen eigenständigen Rajon umgebildet.
1944 wurde ein Teil der Einwohner in das 50 km nördlich in der Ebene unmittelbar westlich der Stadt Chassawjurt gelegene Dorf Jarmarkino im neugebildeten Nowolakski rajon umgesiedelt, das in Folge in Nowomechelta („Neu-Mechelta“) umbenannt wurde.

### Bevölkerungsentwicklung
| Jahr | Einwohner |
| ---- | --------- |
| 1897 | 1901      |
| 1939 | 2434      |
| 1959 | 1717      |
| 1970 | 1959      |
| 1979 | 1923      |
| 1989 | 2061      |
| 2002 | 2707      |
| 2010 | 3314      |

Anmerkung: Volkszählungsdaten

## Verkehr
Nach Mechelta führt die kurze Regionalstraße 82K-043, die an der nur gut 3 km östlich vorbeiführenden 82K-007 Chassawjurt – Dylym – Tloch beginnt. Nach Westen verläuft die 82N-004 über den 2507 m hohen Pass Andijskije Worota („Andisches Tor“) nach Gagatli, von wo über Andi Anschluss an die 82K-008 in Richtung Botlich und zur tschetschenischen Grenze besteht.
Die nächstgelegene Bahnstation befindet sich 50 km nördlich in Chassawjurt an der Strecke Rostow am Don –  Machatschkala – Baku.